# Heinola
Heinola és un municipi de Finlàndia que forma part de la regió de Päijät-Häme. El 2022 tenia 18.131 habitants.